# Sagen von Artemis
Sagen von Artemis ist eine Erzählung von Anna Seghers, die 1937 entstand und 1938 im September-Heft der von Johannes R. Becher herausgegebenen Zeitschrift Internationale Literatur in Moskau erschien. Obwohl Artemis fünf Jägern überwiegend mit kalter Strenge begegnet, kann sich keiner der passionierten Waidmänner dem verführerischen Reiz der schönen, ewig jung bleibenden Göttin entziehen. Um Artemis ein einziges Mal zu erblicken, nehmen diese Enthusiasten alles, sogar den Tod, in Kauf.

## Inhalt
Mitten im nächtlich-finstern Wald in einer Schenke vorm offenen Feuer erzählen der alte Jäger, der kleine Jäger mit dem rostfleckigen Haar, der jüngste Jäger und der Einäugige von ihrer Begegnung mit der Göttin. Der fünfte – das ist ein hübscher, selbstsicherer, etwa vierzig Jahre alter Jäger – gibt, außer ein paar Einwürfen, keinen eigenen Beitrag.
Neben dem Wirt und der Wirtin ist noch die neue Magd, ein junges Mädchen, anwesend. Gegen Ende der Erzählung schickt der Wirt die junge Magd hinaus zum Wasser holen. Sie kehrt vom Brunnen nicht zurück. An ihrer Stelle erscheint die richtige neue Magd, eine ältere Frau, mit dem vollen Wassereimer und hängt ihn als erste „Amtshandlung“ übers Feuer. Die Göttin hatte sich zum Wassertragen erst bequemt, nachdem sie vom Wirt angeherrscht worden war.
 Der alte Jäger erzählt
„Auf graden Schultern den schmalen, zarten Hals, in ihrem Gesicht die Ruhe vollkommener, unverletzbarer Sicherheit.“ So hatte der Alte die Göttin nach Jahrzehnten vergeblicher Suche gesehen. Er kann nicht fassen, dass ein Knabe in seiner Begleitung auf Anhieb die Bekanntschaft der Artemis machen durfte. Obendrein hatte die Göttin den Jungen noch angesprochen; ihn mit Fragen zu Erwiderungen ermutigt. Am selben Tag war der Knabe, für dessen Sicherheit der Alte verantwortlich gewesen war, der Artemis gefolgt, in die Wildbahn getreten und vom alten Jäger versehentlich erschossen worden. Der daheimgebliebene Vater des Toten hatte das Unglück als Fügung hingenommen. Der Todesschütze war verstummt.
Der kleine Jäger erzählt
Bei einem Fest unter Bauern verschiedener Dörfer war der kleine Jäger von einem ihm unbekannten Mädchen zu einem Wettlauf bis zum Waldrand aufgefordert worden. Ihm war gleich aufgefallen, dass die Läuferin anders als die ihm bekannten heimischen Bauernmädchen gewesen war, doch er war ihr trotzdem gefolgt; natürlich vergeblich. Die Göttin war dem Läufer in den Wald entwischt.
Der jüngste Jäger erzählt
Der Wächter einer ummauerten alten Stadt vernachlässigt seinen Dienst sträflich. Er wird über dem jahrelangen vergeblichen Werben um die Liebe einer jungen Wäscherin – das ist Artemis – alt und grau.
Der einäugige Jäger erzählt
Nach langen Jahren verfehlten Lebens bricht der Einäugige aus und sucht, von Heimweh getrieben, wandernd das Tal seiner Kindheit. Dort angelangt, kann er die Heimat kaum wiedererkennen und schlummert unterwegs abends ermattet ein. Als er erwacht, steht ein Mädchen vor ihm. Nach kurzer Begrüßung und Betrachtung erkennt der Einäugige, das kann kein Mädchen seiner Heimat sein, sondern ein Wesen, das den Göttern nahesteht. In der Tat gibt sich Artemis als Göttin zu erkennen und fragt ihn, warum er weine. Er vertraut ihr seine Lebensgeschichte an. Artemis, mit hartem Gesichtsausdruck, lässt Larmoyanz nicht gelten. Als er zum Nachdenken über die anschließende drakonische göttliche Zurechtweisung kleinlaut die Augen schließt, entschwindet die Göttin.

## Zitat
- Sie [die Götter] kommen, wenn man sie vergißt.[5]

## Interpretation und Rezeption
Aus dem Kontext und aus dem pointierten Schluss geht hervor, Artemis war während des ganzen Abends in der Schenke dabei, doch offenbar hat sie keiner der fünf Jäger erkannt. Neugebauer weist auf eine Ausnahme hin. Der jüngste Jäger empfindet das Einzigartige der Situation: Artemis sitzt greifbar nahe mitten in der Runde. Darum – um die Göttin zu halten – erfindet er seine Geschichte.
Neugebauer fasst Wesentliches aus den Begegnungen der Jäger mit der Göttin zusammen. Das Verstummen und das Vergessen dominieren bei dem alten Jäger nach der Begegnung. Das einmalige Erlebnis hat er so tief verinnerlicht, dass er meint, er allein sei damals Artemis begegnet. Dabei war die anderen Jäger anwesend. Der kleine Jäger folgt der Göttin und verzichtet auf Hab, Gut und Braut. Der hübsche, selbstsichere Jäger lässt sich von einer Gottheit nicht verzaubern. Demzufolge geht das Wunder von Artemis’ andauernder Präsenz in der Schenke an ihm vorüber. Der einäugige Jäger wird von der Göttin belehrt: Die Natur – in dem Fall der Wald – ist unverwüstlich. Wald geht selbst durch Kahlschlag nicht zugrunde.
In der ziemlich detaillierten letzten Geschichte, vom Einäugigen erzählt, sieht Hilzinger die Exilproblematik gespiegelt. Die Emigrantin Anna Seghers versuche, die Ereignisse in Deutschland innerlich zu verarbeiten.
Schrade weist den Gedanken weit von sich, in den Text, in dem es um eine Utopie, um ein Ideal gehe, die sonst bei Anna Seghers zumeist offen liegende „sozialgeschichtliche“ Schreibabsicht hineinzuinterpretieren.
Der schmale Text handele von dem unverhofften kurzzeitigen Erlebnis des Außerordentlichen, Wunderbaren. Ohne großartige Distanz, Ironie, Ratio oder Psychologisiererei inkorporiere Anna Seghers die Göttin Artemis in ihr erzählerisches Abbild vom Menschen.

## Mediale Adaption
1971 schuf Uta Feustel-Paech eine Ballettoper.

### Textausgaben
Ausgaben
- Sagen von Artemis. S. 231–258 in: Anna Seghers: Erzählungen 1926–1944. Band IX der Gesammelten Werke in Einzelausgaben. 367 Seiten. Aufbau-Verlag Berlin 1981 (2. Aufl.), ohne ISBN (Verwendete Ausgabe)
- Sagen von Artemis. S. 132–163 in Anna Seghers: Die schönsten Erzählungen. Ausgewählt von Christina Salmen. Mit einem Nachwort von Gunnar Decker (Jans muß sterben. Die Ziegler. Die schönsten Sagen vom Räuber Woynok. Sagen von Artemis. Das Obdach. Post ins Gelobte Land. Der Ausflug der toten Mädchen. Das Argonautenschiff. Der Führer). Aufbau Verlagsgruppe, Berlin 2008 (1. Aufl.), ISBN 978-3-351-03495-5

### Sekundärliteratur
- Heinz Neugebauer: Anna Seghers. Leben und Werk. Mit Abbildungen (Wissenschaftliche Mitarbeit: Irmgard Neugebauer, Redaktionsschluss 20. September 1977). 238 Seiten. Reihe „Schriftsteller der Gegenwart“ (Hrsg. Kurt Böttcher). Volk und Wissen, Berlin 1980, ohne ISBN
- Kurt Batt: Anna Seghers. Versuch über Entwicklung und Werke. Mit Abbildungen. 283 Seiten. Reclam, Leipzig 1973 (2. Aufl. 1980). Lizenzgeber: Röderberg, Frankfurt am Main (Röderberg-Taschenbuch Bd. 15), ISBN 3-87682-470-2
- Andreas Schrade: Anna Seghers. Metzler, Stuttgart 1993 (Sammlung Metzler Bd. 275 (Autoren und Autorinnen)), ISBN 3-476-10275-0
- Sonja Hilzinger: Anna Seghers. Mit 12 Abbildungen. Reihe Literaturstudium. Reclam, Stuttgart 2000, RUB 17623, ISBN 3-15-017623-9